# Yonathan Arfi
Yonathan Arfi (* 14. April 1980 in Toulouse) ist ein französischer Manager und seit 2022 Präsident des Conseil représentatif des institutions juives de France (CRIF, „Repräsentativer Rat der Jüdischen Institutionen Frankreichs“).

## Leben
Arfi verbrachte seine Kindheit im Département Yvelines. Er war Mitglied von Éclaireuses et éclaireurs israélites de France und erwarb einen Abschluss an der HEC Paris.
Von 2003 bis 2005 war Yonathan Arfi Präsident der Union des étudiants juifs de France (UEJF, „Union französisch-jüdischer Studenten“).
Er war 2007 Mitglied des CRIF-Exekutivbüros und anschließend von 2014 bis 2022 Vizepräsident. Als Verbandsführer startete er einen Protest gegen die antisemitischen Äußerungen des französischen Kabarettisten Dieudonné. Außerdem bezog er öffentlich Stellung gegen Marine Le Pen und Éric Zemmour.
Yonathan Arfi beteiligte sich als Vorstandsmitglied an der Alliance Israélite Universelle (AIU). Er war auch Mitglied des Oeuvre de secours aux enfants (OSE, „Kinderhilfsgesellschaft“).
Am 26. Juni 2022 trat er die Nachfolge von Francis Kalifat als Präsident des CRIF an. Kurz nach seiner Wahl zum Präsidenten des CRIF und nach einer Kontroverse um ein Fresko in Avignon, das den französischen Präsidenten Emmanuel Macron als Marionette des jüdischen Wirtschaftsberaters und Kulturphilosophen Jacques Attali zeigte, prangerte er die Besorgnis erregende Zunahme des Antisemitismus in Frankreich an und sprach in einem Interview mit France Inter über die Schwierigkeit, in der heutigen französischen Gesellschaft jüdisch zu sein.